# Campeonato Mundial de Atletismo de 2009 - Salto em altura feminino
O salto em altura feminino do Campeonato Mundial de Atletismo de 2009 ocorreu entre nos dias 18 e 20 de agosto no Olympiastadion, em Berlim.

## Recordes
Antes desta competição, os recordes mundiais e do campeonato nesta prova eram os seguintes:
| Tipo                  | Atleta             | Altura | Local | Data                 | Ref |
| --------------------- | ------------------ | ------ | ----- | -------------------- | --- |
|                       | Stefka Kostadinova | 2,09   | Roma  | 30 de agosto de 1987 | ver |
| Recorde do campeonato | Stefka Kostadinova | 2,09   | Roma  | 30 de agosto de 1987 | ver |

## Medalhistas
| Ouro                | Prata                  | Bronze                      |
| Blanka Vlašic (CRO) | Ariane Friedrich (GER) | Antonietta Di Martino (ITA) |

## Resultados

### Eliminatórias
Estes são os resultados das eliminatórias. As 33 atletas inscritas foram divididas em dois grupos, se classificando para a final as que atingissem a marca de 1,95m (Q) ou, no mínimo, doze atletas com as melhores marcas (q).

#### Grupo A
| Pos. | Atleta                    | 1,80 | 1,85 | 1,89 | 1,92 | 1,95 | Res.     | Notas                |
| ---- | ------------------------- | ---- | ---- | ---- | ---- | ---- | -------- | -------------------- |
| 1    | CRO Blanka Vlašic         | -    | o    | o    | o    | o    | 1,95 (Q) |                      |
| 2    | ESP Ruth Beitia           | -    | o    | o    | xo   | o    | 1,95 (Q) |                      |
| 3    | USA Chaunté Howard Lowe   | o    | o    | xo   | o    | o    | 1,95 (Q) |                      |
| 4    | GER Meike Kröger          | o    | o    | o    | o    | xxx  | 1,92 (q) |                      |
| 5    | FRA Melanie Melfort       | o    | o    | o    | xo   | xxx  | 1,92 (q) |                      |
| 5    | RUS Svetlana Shkolina     | o    | o    | o    | xo   | xxx  | 1,92 (q) |                      |
| 7    | KAZ Marina Aitova         | o    | o    | xo   | xo   | xxx  | 1,92     |                      |
| 8    | EST Anna Iljuštšenko      | o    | o    | o    | xxx  |      | 1,89     |                      |
| 8    | UKR Vita Palamar          | -    | o    | o    | xxx  |      | 1,89     |                      |
| 8    | USA Sharon Day            | o    | o    | o    | xxx  |      | 1,89     |                      |
| 11   | CZE Iva Straková          | o    | o    | xo   | xxx  |      | 1,89     |                      |
| 11   | UZB Svetlana Radzivil     | o    | o    | xo   | xxx  |      | 1,89     |                      |
| 13   | LCA Levern Spencer        | -    | o    | xxo  | xxx  |      | 1,89     |                      |
| 14   | THA Noengrothai Chaipetch | xxo  | o    | xxo  | xxx  |      | 1,89     | Recorde da temporada |
| 15   | COL Caterine Ibargüen     | o    | xo   | xxx  |      |      | 1,85     |                      |
| 16   | IRL Deirdre Ryan          | o    | xxo  | xxx  |      |      | 1,85     |                      |
| 17   | MEX Romary Rifka          | o    | xxx  |      |      |      | 1,80     |                      |

#### Grupo B
| Pos. | Atleta                      | 1,80 | 1,85 | 1,89 | 1,92 | 1,95 | Res.     | Notas                |
| ---- | --------------------------- | ---- | ---- | ---- | ---- | ---- | -------- | -------------------- |
| 1    | GER Ariane Friedrich        | -    | -    | -    | -    | o    | 1,95 (Q) |                      |
| 1    | SWE Emma Green              | -    | o    | -    | o    | o    | 1,95 (Q) |                      |
| 3    | ITA Antonietta Di Martino   | o    | o    | xo   | o    | o    | 1,95 (Q) |                      |
| DSQ  | RUS Anna Chicherova         | -    | o    | o    | xo   | o    | 1,95 (Q) | Doping               |
| 4    | USA Amy Acuff               | o    | o    | o    | xxo  | xo   | 1,95 (Q) | Recorde da temporada |
| 5    | RUS Elena Slesarenko        | -    | o    | o    | xxo  | xxo  | 1,95 (Q) |                      |
| 6    | GRE Adonía Steryíou         | xo   | o    | o    | xo   | xxx  | 1,92     | Recorde da temporada |
| 7    | BUL Venelina Veneva-Mateeva | o    | xo   | o    | xxo  | xxx  | 1,92     |                      |
| 8    | POL Kamila Stepaniuk        | o    | o    | xxo  | xxo  | xxx  | 1,92     |                      |
| 9    | AUS Petrina Price           | o    | o    | o    | xxx  |      | 1,89     |                      |
| 10   | FIN Hanna Grobler           | o    | o    | xo   | xxx  |      | 1,89     |                      |
| 11   | UZB Nadiya Dusanova         | o    | o    | xxo  | xxx  |      | 1,89     |                      |
| 12   | NGR Doreen Amata            | o    | o    | xxx  |      |      | 1,85     |                      |
| 13   | NOR Stine Kufaas            | o    | xo   | xxx  |      |      | 1,85     |                      |
| 14   | KAZ Yekaterina Yevseyeva    | xo   | xo   | xxx  |      |      | 1,85     |                      |
|      | VIE Bui Thi Nhung           | xxx  |      |      |      |      | NM       |                      |

- o = Salto bem sucedido
- x = Salto mal sucedido

### Final
Estes são os resultados da final:
| Pos.              | Atleta                    | 1,87 | 1,92 | 1,96 | 1,99 | 2,02 | 2,04 | 2,06 | 2,10 | Res. | Notas                |
| ----------------- | ------------------------- | ---- | ---- | ---- | ---- | ---- | ---- | ---- | ---- | ---- | -------------------- |
| Medalha de ouro   | CRO Blanka Vlašic         | o    | o    | o    | o    | xo   | xo   | -    | xxx  | 2,04 |                      |
| DSQ               | RUS Anna Chicherova       | o    | o    | xo   | o    | o    | xxx  |      |      | 2,02 | Doping               |
| Medalha de prata  | GER Ariane Friedrich      | -    | o    | -    | o    | xxo  | xx-  | x    |      | 2,02 |                      |
| Medalha de bronze | ITA Antonietta Di Martino | o    | o    | xo   | xo   | xxx  |      |      |      | 1,99 |                      |
| 4                 | ESP Ruth Beitia           | o    | o    | o    | xxo  | xxx  |      |      |      | 1,99 |                      |
| 5                 | RUS Svetlana Shkolina     | o    | o    | o    | xxx  |      |      |      |      | 1,96 |                      |
| 6                 | SWE Emma Green            | o    | o    | xo   | xxx  |      |      |      |      | 1,96 | Recorde da temporada |
| 6                 | USA Chaunté Howard Lowe   | o    | o    | xo   | xxx  |      |      |      |      | 1,96 |                      |
| 8                 | FRA Melanie Melfort       | xo   | o    | xxx  |      |      |      |      |      | 1,92 |                      |
| 9                 | RUS Elena Slesarenko      | o    | xxo  | xxx  |      |      |      |      |      | 1,92 |                      |
| 10                | GER Meike Kröger          | o    | xxx  |      |      |      |      |      |      | 1,87 |                      |
| 11                | USA Amy Acuff             | xxo  | xxx  |      |      |      |      |      |      | 1,87 |                      |

- o = Salto bem sucedido
- x = Salto mal sucedido

Legenda
| Recorde mundial       | Recorde mundial (World record)               |                       | Recorde africano                      | Recorde africano (African) |                                           | Q | Classificado por posição (Qualified) |
| Recorde do campeonato | Recorde do campeonato (Championship record)  | Recorde da América    | Recorde da América (Americas)         | q                          | Classificado por melhor tempo (Qualified) |   |                                      |
| Melhor marca do ano   | Melhor marca do ano (World leading)          | Recorde asiático      | Recorde asiático (Asian)              | DNS                        | Não largou (Did not start)                |   |                                      |
| Recorde nacional      | Recorde nacional (National record)           | Recorde europeu       | Recorde europeu (European)            | DNF                        | Não terminou (Did not finish)             |   |                                      |
| Recorde pessoal       | Recorde pessoal do atleta (Personal best)    | Recorde da Oceania    | Recorde da Oceania (Oceania)          | DSQ / DQ                   | Desclassificado (Disqualified)            |   |                                      |
| Recorde da temporada  | Recorde da temporada do atleta (Season best) | Recorde sul-americano | Recorde sul-americano (South America) | NM                         | Sem marca (No mark)                       |   |                                      |